# Litvánia a 2010. évi téli olimpiai játékokon

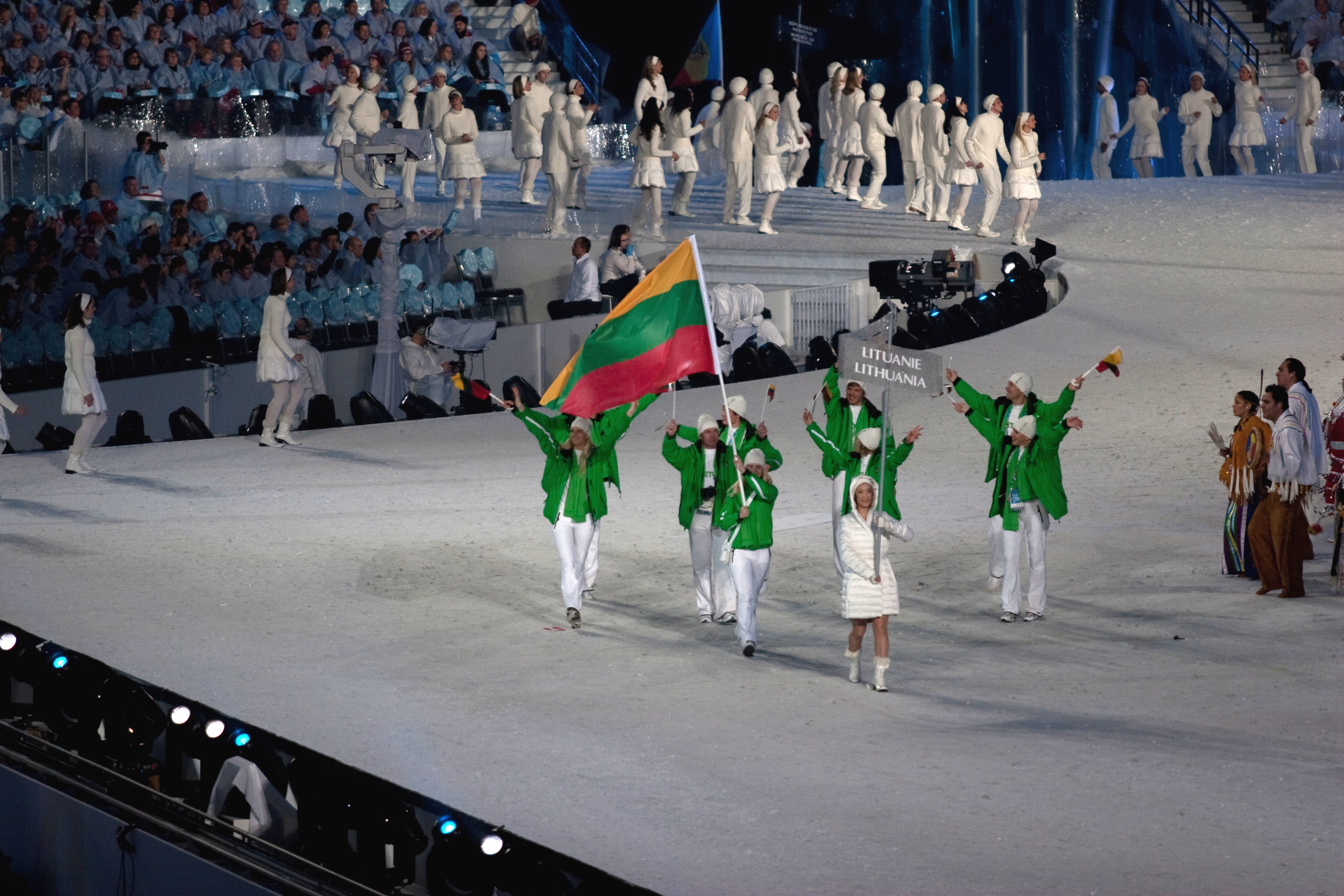
Litvánia olimpiai küldöttsége a megnyitón

Litvánia a kanadai Vancouverben megrendezett 2010. évi téli olimpiai játékok egyik részt vevő nemzete volt. Az országot az olimpián 3 sportágban 6 sportoló képviselte, akik érmet nem szereztek.

## Alpesisí
Férfi
| Versenyző             | Versenyszám      | 1. futam      | 1. futam      | 2. futam | 2. futam | Összesítés | Összesítés |
| Versenyző             | Versenyszám      | Idő           | Hely.         | Idő      | Hely.    | Idő        | Helyezés   |
| --------------------- | ---------------- | ------------- | ------------- | -------- | -------- | ---------- | ---------- |
| Vitalijus Rumiancevas | Műlesiklás       | nem ért célba | nem ért célba | kiesett  | kiesett  | kiesett    | kiesett    |
| Vitalijus Rumiancevas | Óriás-műlesiklás | 1:27,27       | 68.           | 1:29,52  | 59.      | 2:56,79    | 59.        |

## Biatlon
Női
| Versenyző           | Versenyszám         | Lövőhiba    | Időeredmény | Helyezés |
| ------------------- | ------------------- | ----------- | ----------- | -------- |
| Diana Rasimovičiūtė | 7,5 km sprint       | 2 (1+1)     | 21:11,2     | 25.      |
| Diana Rasimovičiūtė | 10 km üldözőverseny | 5 (0+0+3+2) | 33:58,4     | 34.      |
| Diana Rasimovičiūtė | 15 km egyéni        | 3 (1+0+1+1) | 44:13,2     | 30.      |

## Sífutás
Férfi
| Versenyző                         | Versenyszám  | Selejtező | Selejtező | Negyeddöntő | Negyeddöntő | Elődöntő | Elődöntő | Döntő   | Döntő    |
| Versenyző                         | Versenyszám  | Idő       | Hely.     | Idő         | Hely.       | Idő      | Hely.    | Idő     | Helyezés |
| --------------------------------- | ------------ | --------- | --------- | ----------- | ----------- | -------- | -------- | ------- | -------- |
| Aleksejus Novoselskis             | Sprint       | 3:51,70   | 53.       | kiesett     | kiesett     | kiesett  | kiesett  | kiesett | 53.      |
| Aleksejus Novoselskis             | 15 km        |           |           |             |             |          |          | 38:01,6 | 71.      |
| Mantas Strolia                    | Sprint       | 3:47,17   | 46.       | kiesett     | kiesett     | kiesett  | kiesett  | kiesett | 46.      |
| Modestas Vaičiulis                | Sprint       | 3:52,10   | 54.       | kiesett     | kiesett     | kiesett  | kiesett  | kiesett | 54.      |
| Modestas Vaičiulis Mantas Strolia | Csapatsprint | 19:43,1   | 9.        |             |             |          |          | kiesett | 18.      |

Női
| Versenyző        | Versenyszám | Selejtező | Selejtező | Negyeddöntő | Negyeddöntő | Elődöntő | Elődöntő | Döntő   | Döntő    |
| Versenyző        | Versenyszám | Idő       | Hely.     | Idő         | Hely.       | Idő      | Hely.    | Idő     | Helyezés |
| ---------------- | ----------- | --------- | --------- | ----------- | ----------- | -------- | -------- | ------- | -------- |
| Irina Terentjeva | Sprint      | 4:04,47   | 49.       | kiesett     | kiesett     | kiesett  | kiesett  | kiesett | 49.      |
| Irina Terentjeva | 10 km       |           |           |             |             |          |          | 28:52,2 | 63.      |